# Гадерман, Эрнст
Эрнст Га́дерман (нем. Ernst Hadermann; 22 мая 1896, Шлюхтерн — 2 января 1968, Галле) — солдат вермахта, гимназийский учитель, гуманист, участник движения Сопротивления и германист.

## Биография
Гадерман родился в семье владельца мельницы, в 1914 году окончил гимназию в Фульде, в начале Первой мировой войны записался добровольцем в артиллерийские войска. Получил несколько ранений, был награждён Железным крестом 1-й и 2-й степени. После объявления перемирия и демобилизации в звании лейтенанта был избран в совет рабочих и солдатских депутатов гарнизона Фульды.
Гадерман изучал германистику и историю в разных университетах, участвовал в политической жизни и поддерживал социал-революционные течения. В 1920 году Гадерман вступил в Независимую социал-демократическую партию и в том же году вышел из её состава. В 1923 году Гадерман защитил докторскую диссертацию. В 1924 году успешно сдал государственный экзамен по германистике и древним языкам, с 1926 года работал учителем в государственном высшем лицее, затем в государственной гимназии Филиппинум в Марбурге и в высшей реальной гимназии в Мельзунгене. Осенью 1930 года получил звание штудиенрата и получил должность в кассельской гимназии имени Вильгельма, где преподавал греческий, немецкий, латинский, французский языки и историю. Успешная педагогическая работа продолжалась в течение девяти лет, в 1933 году на него поступил донос, а в 1934 году после Ночи длинных ночей Гадерман подвергался аресту. К его собственному удивлению, Гадерман сохранил свою должность, получив только запрет на преподавание истории. В 1933 году Гадерман вступил в «Стальной шлем», в 1935 году — в Национал-социалистический германский союз учителей и в 1937 году — в НСДАП.
В 1939 году Гадерман был призван на военную службу. 18 июля 1941 года в звании капитана попал в плен под Рогачёвым. В лагере для военнопленных офицеров в Елабуге, где содержался Гадерман, была небольшая библиотека, в которой Гадерман подготовил речь. 21 мая 1942 года Эрнст Гадерман выступил с речью перед военнопленными, которые её приняли очень холодно. Речь Гадермана «Как завершить войну? — Мужское слово капитана» обращалась к моральным и духовным качествам солдат вермахта. Центральное место в речи занимала военная присяга. По мнению Гадермана, солдаты давали присягу Гитлеру только как фюреру немецкого народа, но Гитлер лишился права именоваться фюрером немецкого народа. Речь Гадермана была отпечатана листовкой тиражом в полмиллиона экземпляров и сбрасывалась на немецкие позиции. Вместе с Вальтером Ульбрихтом Гадерман привлекался к пропагандистской работе на фронте.
Гадерман состоял в руководстве Национального комитета «Свободная Германия» и работал в газете «Свободная Германия». Он также стал одним из сооснователей Союза германских офицеров. В 1943 году Гадерман выступал через громкоговорители перед немецкими войсками, попавшими в окружение под Сталинградом. Гадерман также работал на немецкой радиостанции «Свободная Германия».
После войны с августа 1945 года Гадерман в течение трёх лет возглавлял отдел школьного образования в Германском управлении народного образования в Берлине. В 1948—1949 годах Гадерман являлся депутатом 1-го Немецкого национального совета от Культурного союза. В 1948—1950 годах состоял в СЕПГ. В 1950 году Гадерман пытался найти возможность вернуться домой в Гессен, но из-за своей деятельности в Москве на Западе он считался персоной нон грата и не пользовался поддержкой родственников. Утрату родины Гадерман не смог пережить до конца жизни. Гадерман с большим энтузиазмом занялся политикой в сфере образования в молодой Германской Демократической Республике, но не поддерживал марксистского мировоззрения.
В 1950—1955 годах Гадерман занимал должность заместителя декана общенаучного факультета Бранденбургской высшей земельной школы в Потсдаме, а в 1955—1962 годах заведовал Институтом германистики в Галле-Виттенбергском университете имени Мартина Лютера в Галле.